# Kadifa
Kadifa (kadifica, žutjelj, kadivica; lat. Tagetes) je rod biljaka iz porodice glavočika (Asteraceae) i jedna je od najpopularnijih ljetnih cvjetnica.
Rodu pripada oko 60 vrsta, grmolikog oblika, izrazito jakog mirisa, a potječu iz vrućih i suhih staništa Novog Meksika i SAD-a (jedna vrsta potječe iz Afrike). 
Latinsko ime Tagetes je ovaj rod dobio prema etruščanskom proroku Tagesu.
- Tagetes erecta
- Tagetes patula
- Tagetes tenuifolia

## Vrste
Uzgajaju se uglavnom jednogodišnji hibridi. 
Kadifica ima 47 vrsta::
1. Tagetes apetala Posada-Ar.
2. Tagetes arenicola Panero & Villaseñor
3. Tagetes argentina Cabrera
4. Tagetes biflora Cabrera
5. Tagetes campanulata Griseb.
6. Tagetes coronopifolia Willd.
7. Tagetes daucoides Schrad.
8. Tagetes dianthiflora Kunth
9. Tagetes elliptica Sm.
10. Tagetes epapposa B.L.Turner
11. Tagetes erecta L.
12. Tagetes filifolia Lag.
13. Tagetes foetidissima DC.
14. Tagetes gracilis DC.
15. Tagetes hartwegii Greenm.
16. Tagetes iltisiana H.Rob.
17. Tagetes lacera Brandegee
18. Tagetes laxa Cabrera
19. Tagetes lemmonii A.Gray
20. Tagetes linifolia Seaton
21. Tagetes lucida Cav.
22. Tagetes lunulata Ortega
23. Tagetes mandonii Sch.Bip. ex Klatt
24. Tagetes micrantha Cav.
25. Tagetes minuta L.
26. Tagetes moorei H.Rob.
27. Tagetes mulleri S.F.Blake
28. Tagetes multiflora Kunth
29. Tagetes nelsonii Greenm.
30. Tagetes oaxacana B.L.Turner
31. Tagetes ostenii Hicken
32. Tagetes palmeri A.Gray
33. Tagetes parryi A.Gray
34. Tagetes pauciloba DC.
35. Tagetes perezii Cabrera
36. Tagetes persicifolia (Benth.) B.L.Turner
37. Tagetes praetermissa (Strother) H.Rob.
38. Tagetes pringlei S.Watson
39. Tagetes riojana M.Ferraro
40. Tagetes rupestris Cabrera
41. Tagetes sororia Standl. & Steyerm.
42. Tagetes stenophylla B.L.Rob.
43. Tagetes subulata Cerv.
44. Tagetes tenuifolia Cav.
45. Tagetes terniflora Kunth
46. Tagetes verticillata Lag. & Rodr.
47. Tagetes zypaquirensis Bonpl.